# Otgiva Lucemburská
Otgiva Lucemburská či také Ogiva (995?–21. února 1030) byla flanderská hraběnka z dynastie Lucemburků.

## Život
Otgiva se narodila jako dcera hraběte Fridricha Lucemburského a Irmtrudy z Wetterau. Byla provdána za Balduina IV. Flanderského, který se snažil posílit své spojení s královským rodem tím, že se oženil s touto neteří německé královny Kunhuty. Otgiva v roce 1012 porodila jediného syna, který dostal jméno Balduin. Zemřela v roce 1030 a byla pohřbena v tradičním pohřebišti flenderských hrabat v klášteře svatého Petra v Gentu.